# Kumba Yalá
Kumba Yalá Embaló ou Ialá (Bula, 15 de março de 1953 — 4 de abril de 2014) foi um político da Guiné-Bissau, presidente de seu país de 2000 a 2003.
Tomou posse a 17 de fevereiro de 2000 e foi deposto por um golpe militar em 14 de setembro de 2003. Antes de se converter ao Islamismo, diferentemente da maioria dos católicos guineenses, nunca adotou um nome português. Pertencia ao grupo étnico balanta.

## Infância e formação
Nascido numa família de agricultores em Bula, região do Cacheu em 15 de Março de 1953, Ialá tornou-se na adolescência um membro militante do Partido Africano para a Independência da Guiné e Cabo Verde (PAIGC). O PAIGC lutava à mão armada contra o domínio colonial português.
Estudou Teologia na Universidade Católica Portuguesa de Lisboa e em seguida filosofia (Não concluído). Em Bissau, Ialá estudou Direito na Faculdade de Direito da Universidade Amílcar Cabral. Poliglota, falava português, crioulo da Guiné-Bissau, castelhano, francês e inglês e podia ler em latim, grego e hebraico. Após completar seus estudos, foi nomeado diretor do Liceu Nacional Kwame N'Krumah, onde também lecionou Filosofia e Psicologia.

## Carreira política
Ialá comandou uma delegação do PAIGC a Moscovo em homenagem ao 70º aniversário da Revolução Bolchevique de 1917, mas em 1989 foi expulso do partido por exigir uma grande reforma democrática.
Em março de 1991, ao lado de Rafael Barbosa, Yalá ajudou a fundar a Frente Democrática Social (FDS). Em 14 de Janeiro de 1992, Yalá abandonou a FDS e fundou o Partido para a Renovação Social (PRS).
A primeira eleição presidencial multipartidária teve lugar em 3 de julho de 1994. O então presidente e candidato do PAIGC João Bernardo "Nino" Vieira venceu com 46,2% dos votos. Yalá ficou em segundo lugar, com 21,88%. Como nenhum dos candidatos obteve 50% dos votos para uma vitória absoluta, o segundo turno da eleição se realizou em 7 de agosto. Vieira derrotou Ialá por uma margem de apenas quatro pontos percentuais (52,02% contra 47,98%). Embora a eleição tenha sido considerada livre e sem fraudes por observadores estrangeiros, Yalá recusou os resultados, alegando ter havido intimidação contra os seus eleitores. A Corte Suprema rejeitou as suas alegações e os resultados acabaram por ser validados. A 20 de agosto, ele declarou aceitar os resultados, mas anunciou que o PRS não participaria do novo governo.
Em 28 de novembro de 1999, após uma guerra civil devastadora e a deposição de João Bernardo Vieira, realizaram-se novas eleições presidenciais. Kumba Ialá terminou em primeiro lugar com 38,81% dos votos seguido pelo presidente interino e candidato do PAIGC, Malam Bacai Sanhá, que obteve 23.37%. O segundo turno realizado em 16 de janeiro de 2000 foi facilmente vencido por Yalá que recebeu 72% dos votos.

### Presidência
O mandato de Kumba Ialá como chefe de estado da Guiné-Bissau foi caracterizado pela destituição de ministros e outros altos oficiais, e por uma má gestão financeira, que levou o Banco Mundial e o FMI a suspenderem a ajuda económica. As relações de Yalá com o general Ansumane Mané, líder da rebelião militar que depôs Vieira na guerra civil de 1998–99, foram difíceis. Ialá tentou promover um grande número de oficiais militares em Novembro de 2000, mas Mané disse que a lista de promoções de Ialá não era a mesma que havia previamente posto em acordo com ele. Então, Mané anunciou que estava a tomar o controle das Forças Armadas, a revogar as promoções de Yalá e a substituir o chefe do estado-maior, general Veríssimo Correia Seabra. Seguiu-se a isto uma irrupção de luta violenta e, uma semana depois, Mané foi morto a tiros em um confronto com tropas leais ao governo, no dia 30 de Novembro.
Ialá não deu veto nem promulgou o projeto constitucional aprovado pela Assembleia Nacional Popular em 2001; em vez disso, enviou-o de volta ao parlamento com recomendações para ampliar os poderes presidenciais. O governo de Ialá alegou ter desbaratado um plano de golpe no início de Dezembro de 2001, embora a oposição tenha questionado sua existência. Em junho de 2002, ele acusou o governo da Gâmbia de fomentar a rebelião na Guiné-Bissau, acusação negada pelo ministro gambiano de assuntos externos; Ialá então ameaçou declarar guerra à Gambia. Ele também começou a aprisionar activistas da oposição interna que ele acusou de tramarem contra seu governo.
Ialá dissolveu a Assembleia Nacional Popular em novembro de 2002, nomeou Mário Pires como primeiro-ministro provisório e convocou eleições antecipadas para fevereiro de 2003. Essas eleições foram sucessivamente adiadas, dessa forma: primeiro para abril, depois para julho, e daí para outubro. Alguns suspeitaram de que Ialá procurou, nesse período, manipular a lei para assegurar sua permanência no poder.

### Golpe militar de 2003
Em 12 de Setembro de 2003, a Comissão Eleitoral anunciou que não conseguiria terminar o registo de eleitores em tempo de manter as eleições da Assembleia Nacional Popular marcadas para 12 de Outubro. Isto juntamente com uma economia estagnada, instabilidade política e descontentamento militar sobre os salários não pagos fizeram eclodir um sangrento golpe militar em 14 de Setembro. Yalá foi detido e colocado sob prisão domiciliar. O general Veríssimo Correia Seabra, líder do golpe, referiu-se à "incapacidade" do governo de Ialá como justificativa para o levante. Ialá anunciou publicamente sua renúncia em 17 de Setembro, e um acordo político estabelecido naquele mês proibiu-o de participar da vida política por cinco anos. Um governo civil provisório comandado pelo empresário Henrique Rosa e pelo secretário geral do PRS Artur Sanhá se estabeleceu no final de setembro.
Em 8 de março de 2004, antes ainda das eleições legislativas, Ialá foi libertado da prisão domiciliar. Ele anunciou que poderia participar da campanha eleitoral do PRS, apesar da proibição contra suas actividades políticas. Na eleição, realizada em 28 de março, o PRS ganhou 35 dos 100 assentos, a tornar-se o segundo maior partido da Assembleia Nacional Popular, atrás apenas do PAIGC.

### Eleição presidencial de 2005
Em março de 2005, ele foi escolhido como candidato do PRS para a eleição presidencial de 19 de Junho, apesar de ter sido banido da politíca por cinco anos. O Supremo Tribunal permitiu-o de permanecer no pleito eleitoral de Maio de 2005, e mais tarde, em 15 de Maio, Ialá disse que estava a retrair sua renúncia ao cargo de presidente e que poderia retomá-lo para ocupar o restante do tempo de seu mandato. Apesar deste facto ter aumentado a tensão política do país, a declaração não pareceu ter conduzido a consequências imediatas; dois dias depois, foi reprimido um comício promovido por alguns simpatizantes de Ialá que foram dispersos pela polícia com gás lacrimogêneo.
Em fins de Maio, ele ocupou o palácio presidencial em Bissau com um grupo de homens armados por cerca de quatro horas antes de deixá-lo, segundo um anúncio feito pelo Exército guineense. De acordo com os resultados oficiais, ele ficou na terceira colocação nas eleições de 19 de Junho com 25% dos votos, atrás de Malam Bacai Sanhá e de João Bernardo "Nino" Vieira, e dessa forma não poderia participar do segundo turno das eleições. Ialá disse que ficou realmente na primeira colocação, com cerca de 38% dos votos, e que o resultado foi uma fraude; contudo, ele disse posteriormente que aceitou o resultado oficial em interesse da paz e da democracia, embora ainda alegasse que tinha realmente vencido. Pelo menos quatro pessoas foram encontradas mortas após os simpatizantes de Ialá entrarem em confronto com a polícia depois do anúncio dos resultados.
No início de Julho, Ialá anunciou seu apoio à candidatura de Vieira no segundo turno, que ocorreu em 24 de Julho e que resultou na vitória de Vieira.

## Morte
Yalá morreu em 4 de abril de 2014 em Bissau devido a problemas de saúde e a uma parada cardíaca. O corpo foi para a morgue do hospital militar de Bissau, estando velado por militares. Havia renunciado à vida política no começo de 2014, decidindo apoiar o candidato à presidência Nuno Nabian.